# Gran Premio de España de Motociclismo de 1981
El Gran Premio de España de Motociclismo de 1981 fue la sexta prueba de la temporada 1981 del Campeonato Mundial de Motociclismo. El Gran Premio se disputó el 24 de mayo de 1981 en el Circuito del Jarama.

## Resultados 250cc
El alemán Anton Mang obtiene el tercer triunfo de la temporada en cinco Grandes Premios disputados. Detrás de él, llegaron el francés Jean-François Baldé y el venezolano Carlos Lavado.
| Pos. | Piloto                 | Equipo       | Tiempo      | Pts. |
| ---- | ---------------------- | ------------ | ----------- | ---- |
| 1    | Anton Mang             | Kawasaki     | 49'59.29    | 15   |
| 2    | Jean-François Baldé    | Kawasaki     | 50'08.21    | 12   |
| 3    | Carlos Lavado          | Yamaha       | 50'12.15    | 10   |
| 4    | Richard Schlachter     | Yamaha       | 50'15.47    | 8    |
| 5    | Jean-Louis Guignabodet | Kawasaki     | 50'16.30    | 6    |
| 6    | Patrick Fernandez      | Yamaha       | 50'26.12    | 5    |
| 7    | Maurizio Massimiani    | Ad majora    | 50'34.39    | 4    |
| 8    | Martin Wimmer          | Yamaha       | 50'41.55    | 3    |
| 9    | Graeme Geddes          | Yamaha       | 50'42.41    | 2    |
| 10   | Thierry Espié          | Yamaha       | 50'44.09    | 1    |
| 11   | Alan North             | Yamaha       | 50'51.28    |      |
| 12   | Sauro Pazzaglia        | MBA          | 50'56.09    |      |
| 13   | Roland Freymond        | Ad Majora    | 50'57.32    |      |
| 14   | Loris Reggiani         | Yamaha       | 51'22.18    |      |
| 15   | Jean-Marc Toffolo      | Rotax        | 51'25.24    |      |
| 16   | Jean-Louis Tournadre   | Yamaha       | 51'25.56    |      |
| 17   | Karl-Thomas Grässel    | Yamaha       | 51'26.11    |      |
| 18   | Franco Marchegiani     | Yamaha       | + 1 Vuelta  |      |
| 19   | Paolo Ferretti         | Yamaha       | + 1 Vuelta  |      |
| 20   | Éric Saul              | Chevallier   | + 1 Vuelta  |      |
| 21   | Tony Head              | Yamaha       | + 1 Vuelta  |      |
| 22   | Carlos Morante         | Yamaha       | + 2 Vueltas |      |
| Ret  | Didier de Radiguès     | Yamaha       | Ret         |      |
| Ret  | Michel Rougerie        | Yamaha       | Ret         |      |
| Ret  | Hervé Guilleux         | Siroko-Rotax | Ret         |      |
| Ret  | Ángel Nieto            | Siroco-Rotax | Ret         |      |
| Ret  | Clive Horton           | Armstrong    | Ret         |      |
| Ret  | Roger Sibille          | Yamaha       | Ret         |      |
| Ret  | Sito Pons              | Siroko-Rotax | Ret         |      |
| Ret  | Bruno Kneubühler       | Rotax        | Ret         |      |
| DNQ  | José María Mallol      | Yamaha       | DNQ         |      |
| DNQ  | Marcelino García       | Yamaha       | DNQ         |      |
| DNQ  | Enrique de Juan        | Yamaha       | DNQ         |      |
| DNQ  | Eduardo Alemán         | Yamaha       | DNQ         |      |
| DNQ  | Klaas Hermandt         | Yamaha       | DNQ         |      |

## Resultados 125cc
En el octavo de litro, sigue el dominio incontestable del español Ángel Nieto que consigue su quinta victoria y casi dobla en puntos a su compañero de escudería en Minarelli, el italiano Loris Reggiani, que fue quinto en esta carrera. Junto a Nieto en el podio, acabaron el venezolano Iván Palazzese y el italiano Pier Paolo Bianchi.
| Pos. | Piloto                 | Moto       | Tiempo      | Pts. |
| ---- | ---------------------- | ---------- | ----------- | ---- |
| 1    | Ángel Nieto            | Minarelli  | 47'19.23    | 15   |
| 2    | Iván Palazzese         | MBA        | 47'20.24    | 12   |
| 3    | Pier Paolo Bianchi     | MBA        | 47'20.13    | 10   |
| 4    | Hans Müller            | MBA        | 47'33.23    | 8    |
| 5    | Loris Reggiani         | Minarelli  | 47'56.11    | 6    |
| 6    | Jacques Bolle          | Motobécane | 47'56.22    | 5    |
| 7    | Stefan Dörflinger      | MBA        | 48'09.46    | 4    |
| 8    | Hugo Vignetti          | MBA        | 48'11.33    | 3    |
| 9    | Yves Dupont            | MBA        | 48'15.45    | 2    |
| 10   | Henk van Kessel        | EGA        | 48'26.19    | 1    |
| 11   | Willy Pérez            | MBA        | 48'47.30    |      |
| 12   | Eugenio Lazzarini      | Iprem      | + 1 Vuelta  |      |
| 13   | Joe Genoud             | MBA        | + 1 Vuelta  |      |
| 14   | Theo Timmer            | MBA        | + 1 Vuelta  |      |
| 15   | Bernard Gatti          | MBA        | + 2 Vueltas |      |
| 16   | Chris Baert            | MBA        | + 3 Vueltas |      |
| Ret  | Maurizio Vitali        | MBA        | Ret         |      |
| Ret  | Antonio García         | MBA        | Ret         |      |
| Ret  | Juan Carlos Gonzales   | MBA        | Ret         |      |
| Ret  | Guy Bertin             | Sanvenero  | Ret         |      |
| Ret  | Pablo Cegarra          | MBA        | Ret         |      |
| Ret  | Alfred Waibel          | MBA        | Ret         |      |
| Ret  | Johnny Wickström       | MBA        | Ret         |      |
| Ret  | Jacky Hutteau          | MBA        | Ret         |      |
| DNS  | August Auinger         | MBA        | DNS         |      |
| DNQ  | Jan Gunnar Baeckstroem | MBA        | DNQ         |      |
| DNQ  | Gert Bender            | GB Bender  | DNQ         |      |
| DNQ  | Michel Galbitt         | MBA        | DNQ         |      |
| DNQ  | José Antonio Inglés    | MBA        | DNQ         |      |
| DNQ  | Enrich Klein           | MBA        | DNQ         |      |
| DNQ  | Reiner Koster          | MBA        | DNQ         |      |
| DNQ  | Thierry Noblesse       | MBA        | DNQ         |      |
| DNQ  | Ricardo Tormo          | Sanvenero  | DNQ         |      |
| DNQ  | Iván Troisi            | MBA        | DNQ         |      |

## Resultados 50cc
En la categoría menor cilindrada, la tercera carrera de la temporada cayó en manos del español Ricardo Tormo en la que es su segundo triunfo de la temporada. El suizo Stefan Dörflinger (líder provisional de la general) y el francés Yves Dupont fueron segundo y tercero respectivamente.
| Pos. | Piloto              | Moto     | Tiempo      | Pts. |
| ---- | ------------------- | -------- | ----------- | ---- |
| 1    | Ricardo Tormo       | Bultaco  | 34'56.36    | 15   |
| 2    | Stefan Dörflinger   | Kreidler | 35'19.25    | 12   |
| 3    | Yves Dupont         | ABF      | 35'34.57    | 10   |
| 4    | Theo Timmer         | Bultaco  | 35'53.03    | 8    |
| 5    | Rolf Blatter        | Kreidler | 36'15.21    | 6    |
| 6    | Hagen Klein         | Kreidler | 36'17.38    | 5    |
| 7    | Claudio Lusuardi    | Villa    | 36'18.05    | 4    |
| 8    | Ingo Emmerich       | Kreidler | 36'33.18    | 3    |
| 9    | Pascal Kambourian   | Kreidler | + 1 Vuelta  | 2    |
| 10   | Joaquin Galí        | Bultaco  | + 1 Vuelta  | 1    |
| 11   | Yves Le Toumelin    | TYL      | + 1 Vuelta  |      |
| 12   | Günter Schirnhofer  | Kreidler | + 1 Vuelta  |      |
| 13   | Joe Genoud          | RYB      | + 1 Vuelta  |      |
| 14   | Chris Baert         | CVD      | + 1 Vuelta  |      |
| 15   | Ramon Gali          | Kreidler | + 1 Vuelta  |      |
| 16   | Reiner Koster       | Kreidler | + 1 Vuelta  |      |
| 17   | José M. Baena       | Kreidler | + 2 Vueltas |      |
| 18   | Vicente Ferrer      | Kreidler | + 2 Vueltas |      |
| Ret  | Daniel Mateos       | Kreidler | Ret         |      |
| Ret  | Alfonso Maner       | Kreidler | Ret         |      |
| Ret  | Pedro Cegarra       | Kreidler | Ret         |      |
| Ret  | George Looijesteijn | Kreidler | Ret         |      |
| Ret  | Antonio García      | Kreidler | Ret         |      |
| Ret  | Gehrard Singer      | Kreidler | Ret         |      |
| Ret  | Henk van Kessel     | Kreidler | Ret         |      |
| DNQ  | Kasimir Rapczynski  | Kreidler | DNQ         |      |
| DNQ  | Eugenio Lazzarini   | Garelli  | DNQ         |      |
| DNQ  | Hans-Jürgen Hummel  | H Sachs  | DNQ         |      |
| DNQ  | Jacques Hutteau     | Afam     | DNQ         |      |
| DNQ  | Wolfgang Müller     | Kreidler | DNQ         |      |
| DNQ  | Reiner Scheidhauer  | Kreidler | DNQ         |      |
| DNQ  | Ove Skifjeld        | Kreidler | DNQ         |      |